# Haiti nos Jogos Pan-Americanos de 1995
O Haiti competiu na 12º edição dos Jogos Pan-Americanos, realizados na cidade de  Mar del Plata, na Argentina.